# Schlacht an der Aisne (1917)
Die zweite Schlacht an der Aisne an der Westfront des Ersten Weltkrieges begann am 16. April 1917. Frankreichs Armee startete nach den vergeblichen Durchbruchsversuchen des Jahres 1916 erneut eine, diesmal minutiös vorbereitete Großoffensive gegen den als uneinnehmbar geltenden Höhenzug des Chemin des Dames. Die nach dem französischen Oberbefehlshaber benannte Nivelle-Offensive brachte den Franzosen wenig Geländegewinne und schwere Verluste. Nachdem es bei den Angriffstruppen zu Meutereien gekommen war, musste der Angriff Ende Mai abgebrochen werden.

## Französischer Angriffsplan

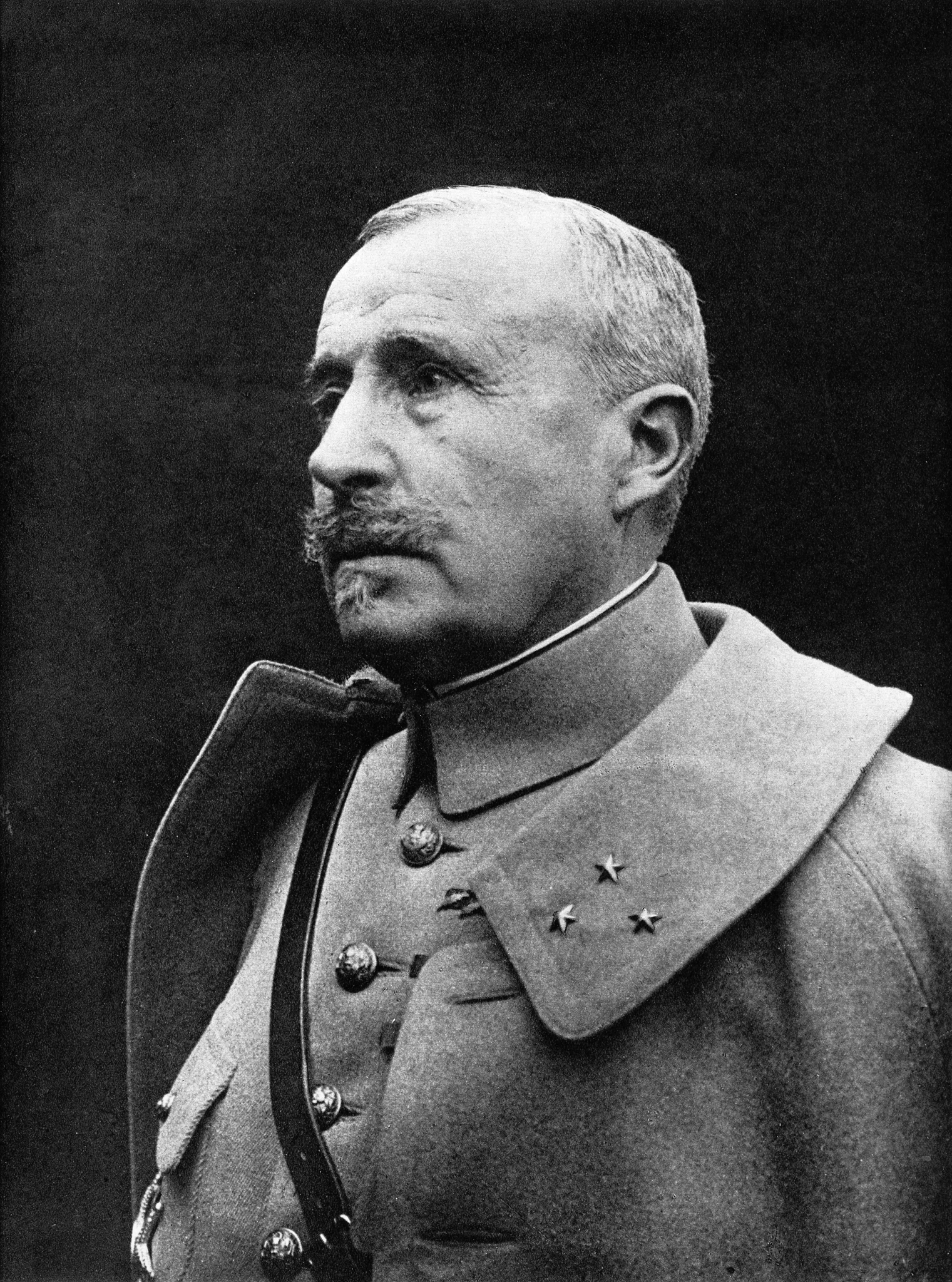
Der französische Oberbefehlshaber General Robert Georges Nivelle

Nach den Misserfolgen an der Somme war der französische Oberbefehlshaber Joseph Joffre am 3. Dezember 1916 zurückgetreten. Neuer Befehlshaber wurde General Robert Nivelle, der die erfolgreiche Gegenoffensive bei Verdun befehligt hatte. Nivelle verlegte den Schwerpunkt des neuen französischen Angriffes wieder an den Mittelabschnitt der Westfront, mit riesiger Übermacht bereitete er an der Aisne eine Großoffensive gegen den Chemin des Dames vor. In Abstimmung mit dem britischen Oberbefehlshaber Douglas Haig, der seine Offensive schon früher bei Arras beginnen sollte, wurde das Konzept der Operationen von 1915 wiederholt, diesmal an beiden Punkten mit noch gewaltigerem Einsatz an Truppenzahl und Material. Nivelle hatte dafür im Hauptabschnitt des Angriffes drei Armeen frontal angesetzt und hielt dahinter eine komplette Reservearmee zum Nachstoßen bereit. Nivelle hatte fast eine Million Soldaten und 200 der damals neuartigen Panzer zusammengezogen. Ein Feuerschlag aus 3500 Geschützen leitete die Schlacht bereits am 6. April ein. Innerhalb von 10 Tagen wurden von der Artillerie über 6,5 Millionen Granaten abgefeuert, darunter 178.000 Schuss schwerstes Kaliber. Der Angriff, der auf einer Gesamtbreite von 40 Kilometern erfolgte, sollte schon in wenigen Tagen bis zur Linie Laon – Rethel vorgetragen werden.
Den Hauptstoß sollte die französische Heeresgruppe Groupe d’Armées de Réserve unter General Micheler mit einer Gesamtstärke von 61 Infanterie- und sieben Kavalleriedivisionen führen.

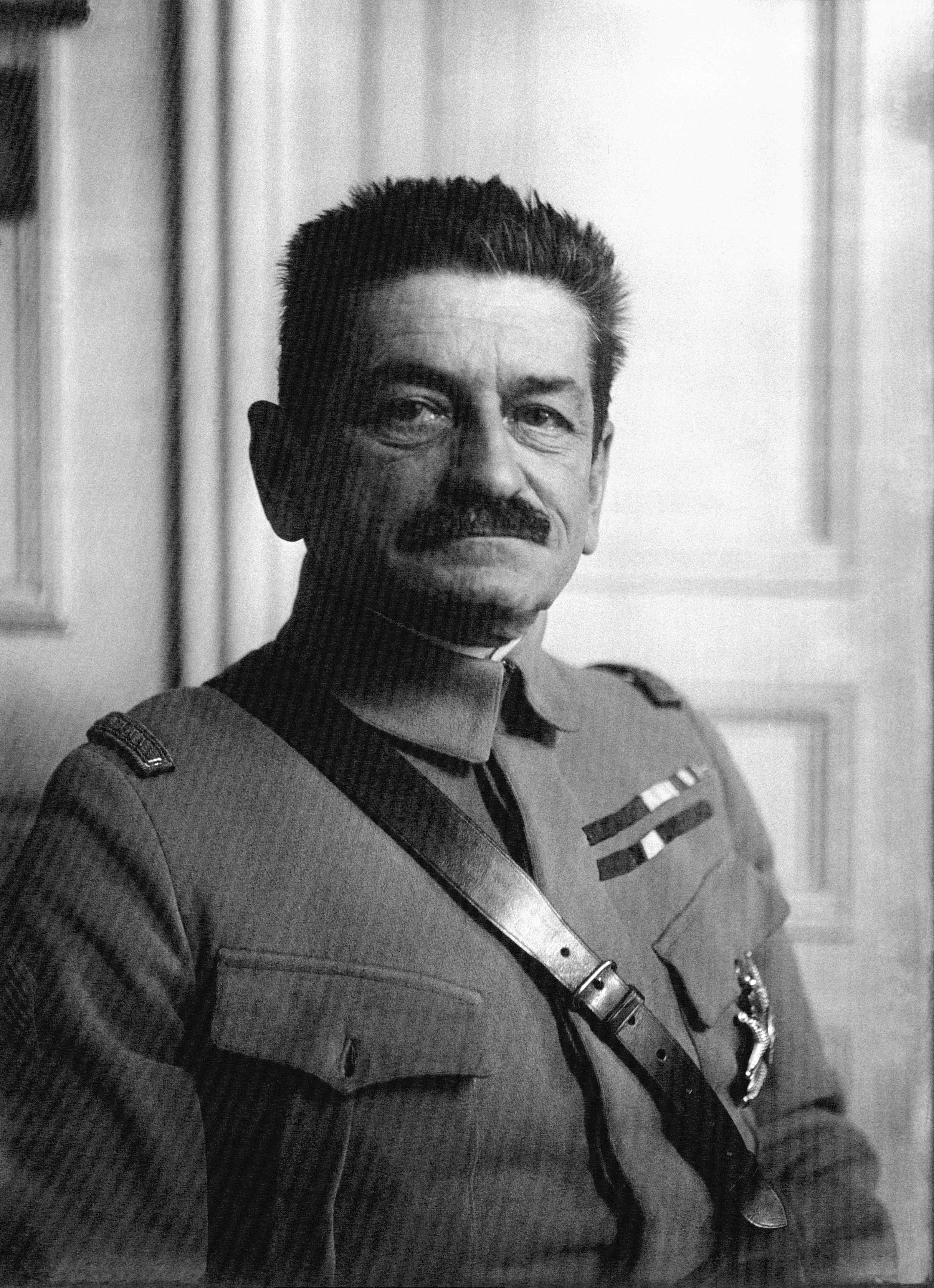
General Charles Mangin

- Im Westen (linker Flügel) hatte die französische 6. Armee unter Charles Mangin mit dem XXXVII., VI. und XX. Korps, sowie dem II. Kolonialkorps an der Linie Laffaux – Vailly – Soupir – Vendresse den Hauptstoß gegen die Malmaison-Stellung zu führen.
- In der Mitte wurde die 5. Armee unter General Olivier Mazel beiderseits der Aisne mit dem I., V., XXXII., und VII. Korps zwischen Craonne und Courcy zum Durchbruch auf Corbeny und Brimont angesetzt, das XXXVIII. Korps sollte vor Reims defensiv bleiben.
- die im zweiten Treffen als Reserve stehende 10e armée unter Denis Auguste Duchêne wurde bis Ende April mit dem III., IX., XIV. und XVIII. Korps zwischen der 5. und 6. Armee im Raum Berry-au-Bac mit nördlicher Stoßrichtung auf Sissonne eingeführt.
- an weiteren Reserven wurden der Heeresgruppe während der Schlacht zusätzlich das II., X., XI. und XXI. Korps, sowie zwei Kavalleriekorps zugeführt.
- Zusätzlich ließ General Nivelle auch die französischen 4. Armee unter General François Anthoine mit dem X., VIII., XVII. und XII. Korps zwischen Prunay – Prosnes – Aubérive gegen den Abschnitt der deutschen 1. und den rechten Flügel der 3. Armee im Westteil der Champagne angreifen.

## Die deutsche Verteidigung
Die Front nördlich der Aisne am Chemin des Dames verteidigte die deutsche 7. unter General Max von Boehn und die östlicher im Raum nördlich Reims anschließende 1. Armee unter General Fritz von Below. Die deutsche Seite verfügte über nur 41 Divisionen, konnte aber den Vorteil des gut verschanzten Verteidigers nutzen, wobei zu beachten ist, dass die deutschen Divisionen schon vorher nicht mehr über normale Divisionsstärke verfügten, da sie bereits längere Zeit im vorderen Frontbereich lagen. Aufgrund ihrer Erfahrungen in der Schlacht an der Somme, die in der zweiten Hälfte des Jahres 1916 getobt hatte, war die deutsche Armee dazu übergegangen, ihre vordersten Frontlinien schwächer zu besetzen. Bei Angriffen konnten auch Frontabschnitte aufgegeben werden, um die gegnerischen Truppen tiefer in das eigene Grabensystem zu locken. 

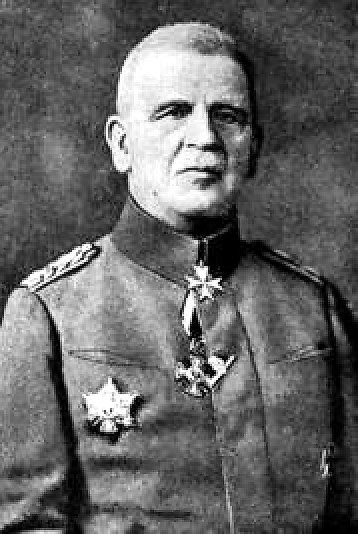
Generaloberst Max von Boehn (AOK 7)

Nach dem deutschen Rückzug beiderseits der Somme (Unternehmen Alberich) auf die Siegfriedlinie wurde die Aufmerksamkeit der Obersten Heeresleitung unter General Erich Ludendorff wieder vorrangig der Gefahr an der Aisne zugewendet. Aus dem Raum Cambrai wurde das Armeeoberkommando 1 (AOK) abgezogen und vorsorglich nach Rethel verlegt, um dem dort zu erwartenden französischen Angriff besser entgegentreten zu können. Die bereits seit dem 6. April durch das eingeleitete französische Artilleriefeuer gewarnte Heeresgruppe Deutscher Kronprinz hatte der 7. und 1. Armee noch vor der Schlacht 14 Divisionen als Eingreifreserve im Hinterland zuweisen können. Nachdem bei Arras bereits die britische Offensive eingesetzt hatte, wurde auch der gleichzeitige Angriff der Franzosen von der OHL jeden Tag erwartet.
Das im Hauptangriffsfeld liegende AOK 7 mit Hauptquartier in Marle verfügte während der Schlacht über vier Korpsgruppen mit 22 Divisionen:
- die Gruppe Crepy (XXIII. Reserve-Korps unter General der Infanterie Hugo von Kathen) zwischen St. Gobain und Vauxaillon
- die Gruppe Vailly (XI. Armee-Korps unter Generalleutnant Viktor Kühne) deckte die Laffaux-Ecke und die Malmaisonstellung gegenüber dem vom Feind besetzten Vailly.
- die Gruppe Liesse (Generalkommando 54 unter General der Infanterie Eduard von Liebert) hielt den Chemin des Dames zwischen Courtecon und Ailles.
- die Gruppe Sissonne (XV. Reserve-Korps unter General der Artillerie Max von Höhn, ab dem 19. April Generalkommando 65 unter Generalleutnant Eberhard von Schmettow) verteidigte den östlichen Damenweg weiter über Hurtebise bis nach Craonne.

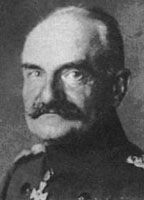
General der Infanterie Fritz von Below (AOK1)

Das nach Osten gegen Reims anschließende AOK 1 mit Hauptquartier in Rethel war seit 12. April zwischen der 7. und 3. Armee an der Aisnefront eingeschoben, es übernahm die bereits dort stehenden Korpsgruppen mit 19 Divisionen:
- die erst am 17. April aufgestellte Gruppe Aisne (Gardekorps unter General der Infanterie Ferdinand von Quast) deckte von Juvincourt bis zur Aisne
- die Gruppe Brimont (X. Reserve-Korps unter General der Infanterie Magnus von Eberhardt) stand zwischen Aguilcourt über Fort Brimont bis ins nördliche Vorfeld von Reims.
- die Gruppe Reims (VII. Reserve-Korps unter General der Infanterie Franz von Soden) hielt das nordöstliche Vorfeld von Reims über Cernay bis Prunay[4]
- die Gruppe Prosnes (XIV. Armee-Korps unter Generalleutnant Chales de Beaulieu, ab dem 26. April abgelöst durch das Generalkommando III. Armee-Korps unter Walther von Lüttwitz) deckte die Linie südlich Beine - Moronvilliers - St. Hilaire[5]

## Der französische Hauptangriff am 16. April
Nach zehntägiger Artillerievorbereitung griffen die Franzosen am 16. April am Nordufer der Aisne im Raum nordöstlich Soissons an. Die Hauptstöße der 6. Armee richteten sich gegen den Frontvorsprung der Gruppe Vailly bei Laffaux und Condé und gegen die Höhenstellungen der Gruppe Liesse am Chemin des Dames bis westlich Craonnelle. Der linke Flügel der Armee Mangin drang mit dem XXXVII. Korps unter Taufflieb bei Vailly zwischen Chivres - Vailly - Chavonne in die deutschen Linien ein, bei Soupir gelang dem VI. Korps unter General de Mitry der Einbruch bis in die zweite Verteidigungsstellung. Das am rechten Flügel der Armee Mangin eingesetzte II. Kolonialkorps unter General Blondlat drang bei Craonnelle nordwärts vor, kam aber zwischen Hurtebise und Craonne nicht vorwärts.

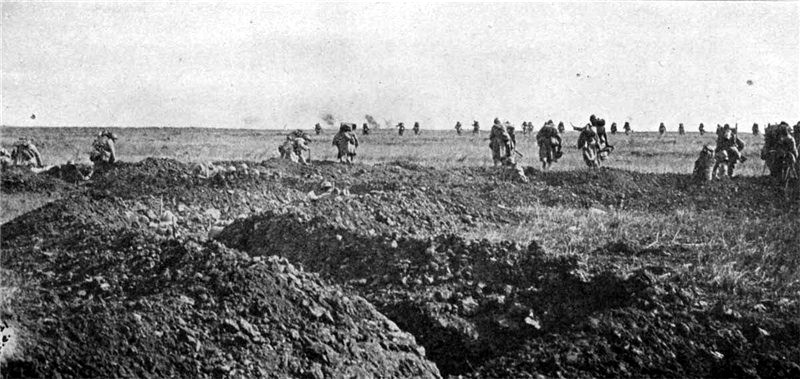
Französische Infanterie im Angriff gegen den Chemin des Dames

Bei der Gruppe Vailly wurde die gegenüber Beaulne - Soupir angegriffene 183. Infanterie-Division von der französischen 39. und 56. Division auf Braye zurückgeworfen. Südlich Courtecon musste die 16. Reserve-Division den Höhenrücken westlich Troyon und das Gelände nach Beaulne gegenüber dem französischen XX. Korps aufgeben. Die 19. Reserve-Division unter General der Infanterie Hermann von Wartenberg musste gegenüber der 10. Kolonial-Division auf das Dorf Ailles zurückgehen und räumte am linken Flügel Hurtebise. Beide Divisionen der Gruppe Liesse gingen zwischen den Dörfern Braye und Cerny auf den Chemin des Dames zurück.
Die Angriffe des I. und V. Korps der Generale Muteau und Baucheron de Boissoudy zwischen Craonne und La Ville-aux-Bois mit Stoßrichtung auf Corbeny blieben vor dem Widerstand der 5. Garde-Division, der bayerischen Ersatz – sowie der 9. bayerischen Reserve-Division liegen. Die 5. Garde-Division unter General Walther von der Osten hielt den „Winterberg“ bei Craonne gegenüber der französischen 1. Division, die bayerische Ersatzdivision unter General Hermann von Burkhardt wies die Angriffe auf das Dorf Chevreux zurück.
Der Angriff des französischen XXXII. Korps unter General Passaga hatte zunächst die vorderen Linien der 5. Reserve-Division der Gruppe Aisne durchbrochen, die auf die etwa 2 Kilometer weiter hinten vorbereiteten Stellungen zurückgehen musste. Ein schneller Gegenangriff der 50. Infanterie-Division unter General von Engelbrechten stoppte den Einbruch.
Nördlich Berry-au-Bac erfolgte zwischen Juvincourt und Guignicourt der Einsatz kleinerer französischer Panzerverbände mit Schneider CA1 unter den Offizieren Bossut und Chaubès in Richtung auf Corbeny, die Panzer erlitten bereits nach wenigen Kilometern schwere Einbußen durch technische Mängel und durch die Artillerie der bayerischen 5. Reserve-Division. Ein gleichzeitig angesetzter Flankenangriff der 213. Infanterie-Division zwang die Reste der französischen Tankgruppen in die Ausgangsstellungen zurück. Von hier etwa 132 eingesetzten Tanks waren 64 festgefahren, davon 57 zerstört worden. Erst in der zweiten Angriffsphase der Schlacht am 5. Mai wurden die noch unausgereiften Tanks zur Unterstützung der Infanterie der 6. Armee gegen den Abschnitt Laffaux nochmals eingesetzt, der neu eingesetzte schwere Panzertyp St. Chamond erfüllte die Erwartungen nicht.

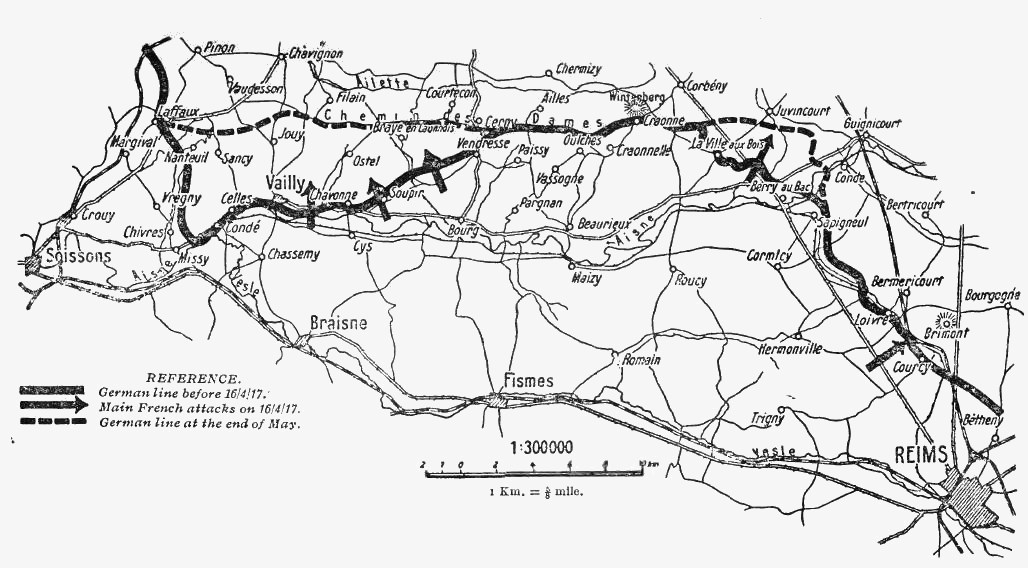
Hauptangriffsrichtungen der französischen 6. und 5. Armee bei Vailly, gegen den Chemin des Dames und bei Brimont

Der auf Neufchâtel angesetzten 42. Division des französischen XXXII. Korps gelang die Einnahme der westlichen Hälfte der Höhe 108 bei Sapigneul, ansonsten konnte die gegenüberliegende deutsche 4. Division unter General Erich Freyer ihre Stellungen behaupten. Die in Ablösung stehende 10. Reserve-Division unter General Viktor Dallmer gab auf den Hängen des Fontaines-Tales kein weiteres Gelände preis.
Gegenüber der Gruppe Brimont wurden die Orte Loivre und Courcy vom VII. Korps unter General de Bazelaire genommen und der nach Nordwesten laufende Höhenzug beim Fort de Brimont erreicht. Die französische 14. Division drang in die Stellung der deutschen 21. Division ein und erstürmte das Waldstück westlich Orainville sowie nördlich Berméricourt. Im Abschnitt Courcy - Brimont wurden am 18. April auch Einheiten des Russischen Freiwilligen-Korps unter General Nikolai Lochwitzki eingesetzt.
Im nordöstlichen Vorfeld von Reims hielt das noch nicht stürmende XXXVIII. Korps unter General de Montdésir die Verbindung zu der östlich der Stadt angreifenden 4. Armee.

## Der gleichzeitige Angriff in der Champagne am 17. April

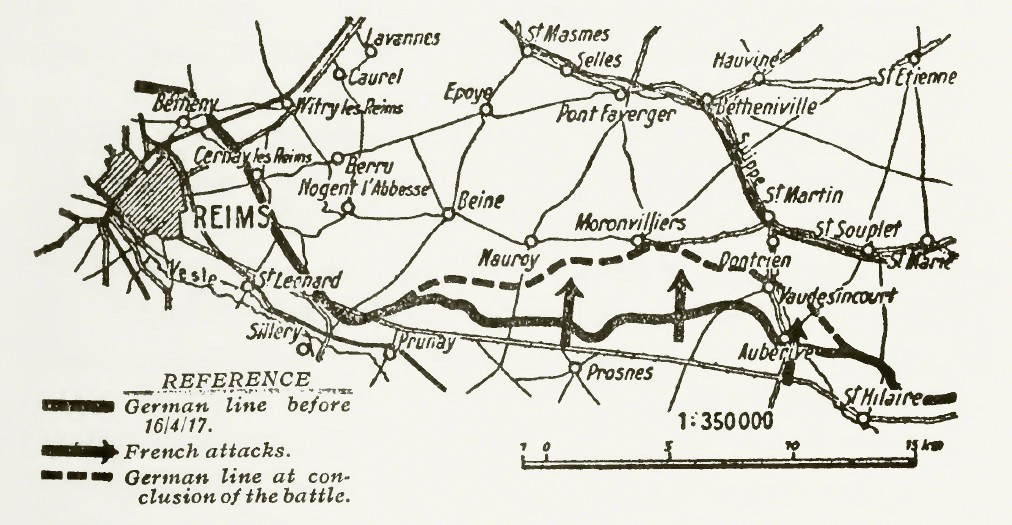
Die gleichzeitigen Angriffe der französischen 4. Armee zwischen Prunay und Auberive in der Champagne

Die französische 4. Armee griff mit dreifacher Überlegenheit zwischen Prunay und der Suippes gegen vier deutsche Stellungsdivisionen der Gruppe Prosnes an. Am linken Flügel blieb das VIII. Korps unter General Alexis Hély d’Oissel am Widerstand der deutschen 29. Division zunächst erfolglos. Den Hauptstoß der Armee Anthoine führte das XVII. Korps unter General Noël Jean-Baptiste Dumas, er traf auf die Stellungen der deutschen 214. und 58. Infanterie-Division auf der Höhenlinie vom Cornillet bis zum Pöhlberg. Am rechten Flügel im Tal der Suippes hatte das französische XII. Korps unter General Pierre Nourrisson das östliche Vorfeld von Aubérive gewonnen und in die nach Osten anschließende Front der 30. Infanterie-Division eindringen können. Nachdem General Anthoine sein Zentrum mit dem X. Korps unter General Charles Alexis Vandenberg verstärkt hatte, musste das deutsche AOK 1 die Gruppe Prosnes nach Norden auf Moronvilliers zurückziehen.

## Der weitere Verlauf der Angriffe

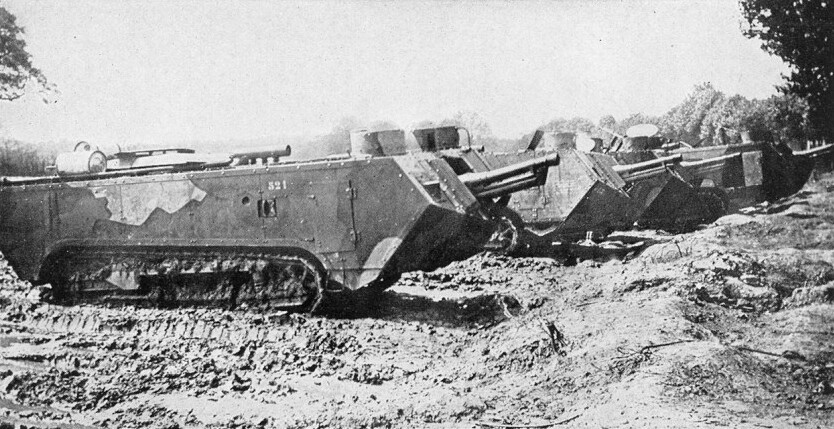
Formation französischer Panzer vom Typ St. Chamond

Bereits am 16. und 17. April erfolgten Gegenangriffe der deutschen 7. Armee mit den schon vor der Schlacht bereitgestellten Eingreifdivisionen. Dies führte an der Aisne dazu, dass die weiteren französischen Sturmangriffe unter dem Abwehrfeuer der frischen deutschen Truppen unter verheerenden Verlusten zusammenbrachen. Die Franzosen versuchten die auf Sancy - Vailly vorspringende Stellungsecke nördlich Vailly abzuschnüren. Die Gegner rangen bis in die der Nacht zum 18. April bis hin zur Ecke von Laffaux und dem Mont des Singes (Affenberg) in verlustreichen Einzelkämpfen. Am 19. April wurde das französische XI. Korps unter General Louis Ernest de Maud’huy zwischen Hurtebise und Cerny in die Schlacht eingeführt. Der starke französische Druck in der Mitte der Schlachtfront bei La Ville-aux Bois und östlich davon gegen die aufgerissenen Stellungen der 9. Reserve-Division veranlasste das AOK 7 unter Generaloberst von Boehn, die schwer ringende Gruppe Sissone auf die Linie Chevreux - Le Poteau - Gegend südlich Juvincourt zurückzunehmen.
Am 21. April wurde die französische Reservearmee von Fismes herangezogen und im Frontabschnitt zwischen der Hurtebise-Ferme nach Osten bis zur Aisne in die Schlachtfront eingeführt. Der französischen 10. Armee unterstanden dabei von links nach rechts das XVIII., IX., V., XXXII. und das III. Korps, dazu zwei Kavalleriekorps als Reserve. Dem jetzt gekürzten Frontabschnitt der nach Osten bis Reims folgenden 5. Armee verblieb noch das Kommando über das neu zugeführte II., und die bisher unterstellten VII. und XXXVIII. Korps.
Bis zum 25. April verzeichneten die Franzosen etwa 30.000 Tote und 100.000 Verwundete. Die Offensive wurde am 4. und 5. Mai 1917 erneut aufgenommen, obwohl der französische Oberkommandierende Nivelle ihre Einstellung verkündet hatte, sofern die Ziele des ersten Angriffstages nicht erreicht würden.
Die gesamte angegriffene Höhenstellung des Chemin des Dames wurde wieder zur Stätte unvorstellbaren Leides auf beiden Seiten. Nördlich von Laffaux bis nach Vauxaillon hinauf wurde am 5. Mai auch das französische I. Kolonialkorps (mit der 3. Kolonial-Division und der kombinierten Division Brecard) gegen den rechten Flügel der Gruppe Vailly angesetzt. Die Hauptangriffspunkte der Schlacht blieben aber im Abschnitt der 10. Armee, um das Dorf Craonne und den dort liegenden Winterberg (deutscher Name des 183 m hohen Plateau de Californie im Chemin des Dames) wurde heftig gerungen. Schwere Einzelkämpfe gab es um die westlich des Gehöfts Hurtebise gelegene Drachenhöhle, eine 15 bis 30 Meter unter der Erde liegende Verteidigungsanlage.

## Gehorsamsverweigerungen und Abbruch der Schlacht
Die Offensive musste vorzeitig eingestellt werden, nachdem französische Einheiten an der Front offen gemeutert hatten. Das Chanson de Craonne spielte hier eine wichtige Rolle. Die Verbreitung der russischen Revolution rief eine verstärkte Antikriegsbewegung hervor. Beim II. Kolonialkorps und beim neu eingeführten III. Korps kam es zu kollektiven Gehorsamsverweigerungen. Militärgerichte verhängten 554 Todesurteile; 49 davon wurden von Erschießungskommandos vollzogen. Bei den beiden an der Front stehenden russischen Brigaden kam es zu blutigen Auseinandersetzungen; die französische Heeresleitung musste einen Großteil der Truppe nach Algerien verschiffen. Die Meutereien konnten durch die Strafmaßnahmen und durch Verbesserungen der Lebensbedingungen der Poilus bis zum 15. Mai 1917 eingedämmt und schließlich beendet werden.
Die französischen Verluste bezifferten sich bereits nach zwei Wochen auf 147.000 und nach Ende der Kämpfe Ende Mai auf insgesamt 187.000 Mann, davon rund 32.000 Tote. Der von der Truppe als „Blutsäufer“ titulierte französische Oberbefehlshaber Nivelle wurde am 15. Mai durch Philippe Pétain ersetzt. Ferdinand Foch wurde neuer Chef des Generalstabs. Der Frontverlauf mitten auf dem Chemin des Dames war nach Abschluss der Kämpfe so ungünstig für beide Seiten, dass die Deutschen sich Ende 1917 in die Ailette-Stellung zurückzogen.

## Nachspiel

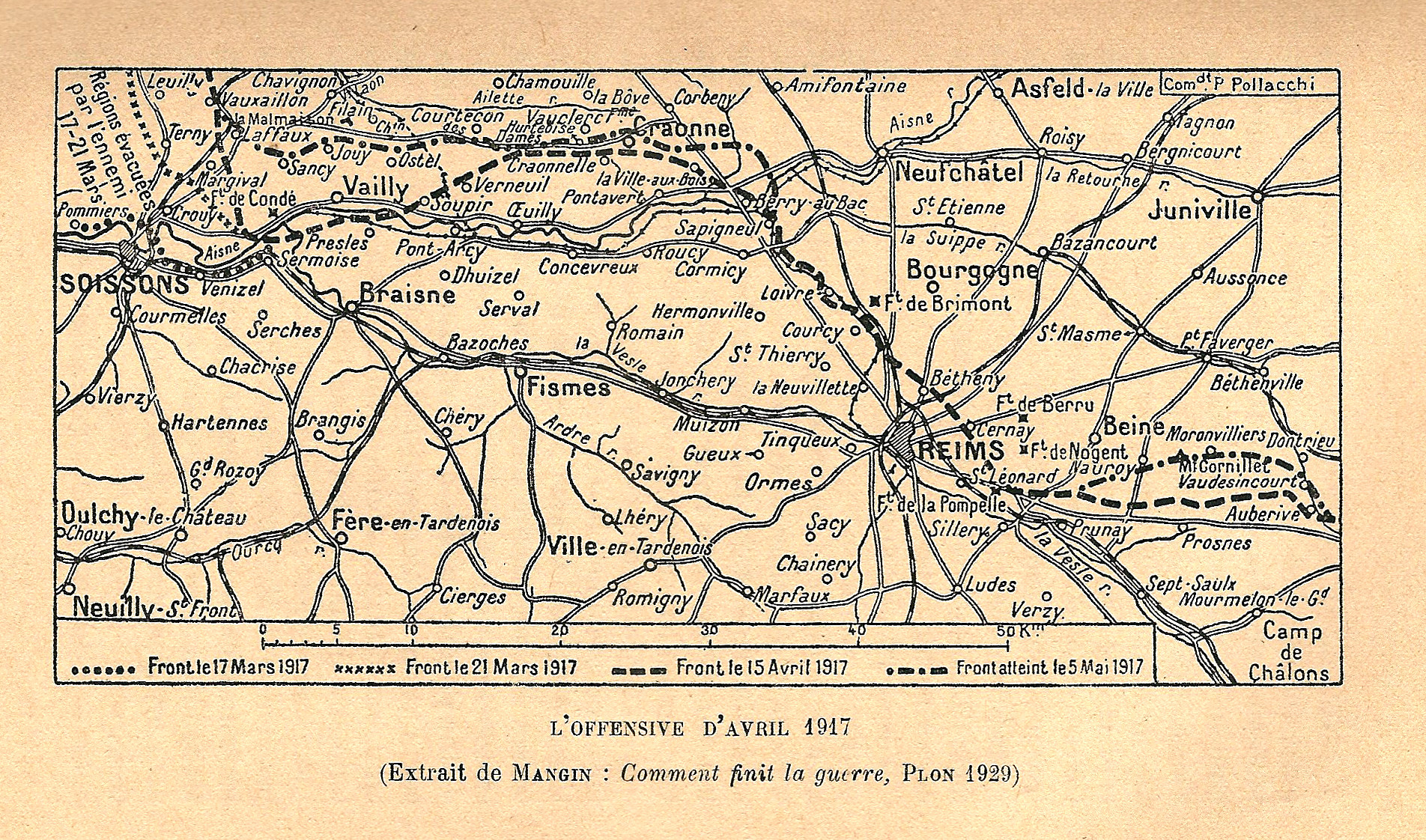
Der geringe Geländegewinn der Nivelle-Offensive bis zum 5. Mai 1917

Die Offensive wurde wegen der hohen französischen Verluste abgebrochen. Für Frankreich war die Schlacht am Chemin des Dames die letzte Großoffensive vor Eintreffen und Einsatzbereitschaft der American Expeditionary Forces im Frühjahr 1918. Neben dem Oberbefehlshaber Robert Nivelle wurde auch General Charles Mangin abgelöst; die 6. Armee wurde von General Paul Maistre übernommen.
General Pétain setzte auf eine defensivere Kriegsführung als sein Vorgänger; es gelang ihm, die Moral der französischen Truppen allmählich wiederherzustellen. Schon am 23. Oktober konnte General Maistre in der Schlacht bei Malmaison nach Angriffen des XIV. Korps unter Marjoulet, des XXI. unter Degoutte und des XI. unter Maud’huy die Laffaux-Ecke einnehmen. Die deutsche 7. Armee zog sich darauf nach Norden zurück und behielt diese Stellung bis zum Beginn ihrer Frühjahrsoffensive am 27. Mai 1918.
Die meisten Dörfer im Umkreis des Chemin des Dames waren bei Kriegsende vollständig zerstört. Das Dorf Craonne war so stark zerstört, dass es nach dem Krieg nicht mehr wieder aufgebaut wurde, sondern unter dem Namen Nouveau Craonne in der Nähe neu erbaut wurde.